# Plebs (geslacht)
Plebs is een geslacht van spinnen uit de  familie van de wielwebspinnen (Araneidae).

## Soorten
De volgende soorten zijn bij het geslacht ingedeeld:
- Plebs arleneae Joseph & Framenau, 2012[1]
- Plebs arletteae Joseph & Framenau, 2012[1]
- Plebs astridae (Strand, 1917)[3]
- Plebs aurea (Saito, 1934)
- Plebs baotianmanensis (Hu, Wang & Wang, 1991)
- Plebs bradleyi (Keyserling, 1887)
- Plebs cyphoxis (Simon, 1908)
- Plebs eburnus (Keyserling, 1886)
- Plebs himalayaensis (Tikader, 1975)
- Plebs mitratus (Simon, 1895)
- Plebs neocaledonicus (Berland, 1924)
- Plebs oculosus (Zhu & Song, 1994)
- Plebs opacus Joseph & Framenau, 2012[1]
- Plebs patricius Joseph & Framenau, 2012[1]
- Plebs plumiopedellus (Yin, Wang & Zhang, 1987)
- Plebs poecilus (Zhu & Wang, 1994)
- Plebs rosemaryae Joseph & Framenau, 2012[1]
- Plebs sachalinensis (Saito, 1934)
- Plebs salesi Joseph & Framenau, 2012[1]
- Plebs sebastiani Joseph & Framenau, 2012[1]
- Plebs tricentrus (Zhu & Song, 1994)
- Plebs yanbaruensis (Tanikawa, 2000)